# 2004年夏季残疾人奥林匹克运动会科威特代表团
2004年夏季残疾人奥林匹克运动会科威特代表团是科威特派出的2004年夏季残疾人奥林匹克运动会代表团。获得1枚金牌、2枚银牌和3枚铜牌。